# Pinguinone
Il pinguinone è un composto organico con formula molecolare C10H14O. È un chetone ciclico insaturo avente come nome sistematico 3,4,4,5-tetrametilcicloesa-2,5-dien-1-one.
Il suo nome deriva dalla sua struttura molecolare bidimensionale che ricorda un pinguino (somiglianza che si perde nella struttura tridimensionale).
Nonostante sia un dienone e abbia quindi la struttura adeguata per un riarrangiamento dienone-fenolo, i gruppi metilici in posizione 3 e 5 dell'anello bloccano il movimento del gruppo in posizione 4; pertanto, anche l'azione dell'acido trifluoroacetico non provoca la trasformazione in un fenolo.